# DjVu
DjVu (zamýšlená výslovnost [dẹžavü], stejná jako u francouzského déjà vu) je otevřený souborový formát vyvinutý pro ukládání naskenovaných dokumentů a to zejména takových, které obsahují text, fotografie i perokresby.
Dosahuje vysokého stupně komprese díky tomu, že umí rozdělit obrázky do různých vrstev a ty pak komprimovat metodami pro daná data nejvhodnějšími. Používá mj. vlnkovou kompresi IW44, kompresi JB2 (podobnou JBIG2) a aritmetické kódování. Byl vyvinut v AT&T s první verzí v roce 1996 a v oblasti ukládání skenovaných dokumentů je hlavním konkurentem formátu PDF. Stejně jako PDF může obsahovat kromě obrázku samotného i textové informace získané pomocí OCR.
Od verze 1.8 je DjVu podporován enginem MediaWiki.